# James Lesure
Pour les articles homonymes, voir Lesure.
James Lesure (né le 21 septembre 1970 à Los Angeles) est acteur américain connu pour son rôle de Mike Cannon dans la série Las Vegas.

## Biographie
Après des études de théâtre en Californie, il fait ses débuts sur la scène anglaise avant de retourner à Los Angeles pour incarner Macduff dans une représentation de la tragédie de Shakespeare, Macbeth. 
À partir de 1995 et de son rôle dans le téléfilm The O.J. Simpson Story, il multiplie les apparitions dans des séries télé : New York Police Blues, Alias, Lost, Dingue de toi, Diagnostic : Meurtre, Seinfeld, Le Drew Carey Show, Half and Half et Division d'élite.
En 1998, il devient l'un des héros de la série Pour le meilleur... ?, rôle qu'il tient pendant 5 saisons. 
Il est également connu pour ses rôles dans les séries Las Vegas ou il interprète le rôle de Mike Cannon et Men at Work ou il joue le rôle de Gibbs.
Il tient aussi d'autres rôles récurrents dans les séries : Lipstick Jungle : Les Reines de Manhattan, Blue Bloods ou encore Good Girls.
Côté cinéma, il débute par une figuration dans USS Alabama et il joue des seconds rôles dans Le Cercle 2, La Guerre des pères et Fire with Fire.

## Filmographie

### Cinéma
- 1995 : USS Alabama : Matelot Tommy Walker
- 1999 : Giving It Up : Kevin
- 2005 : Le Cercle 2 : Docteur
- 2011 : La Guerre des pères : Officier Turman
- 2012 : Fire with Fire : Craig

### Télévision
- 1995 et 2002 : New York Police Blues : Lt. Willis (Saison 2, épisode 11) et Marcus Hodges (Saison 9, épisode 14)
- 1996 : Seinfeld : Office Worker (Saison 8, épisode 3)
- 1996 : Dingue de toi : Maitre 'D (Saison 4, épisode 17)
- 1996 : Diagnostic : Meurtre : Skate Shop Clerk (Saison 4, épisode 3)
- 1997 : Le Drew Carey Show : Alan (Saison 2, épisode 18)
- 1998-2002 : Pour le meilleur... ? : Mel Ellis
- 2002-2003 : Alias (3 épisodes) : C.I.A. Agent Craig Blair
- 2003 : Half and Half (3 épisodes) : Brian LeFine
- 2003 : Division d'élite (2 épisodes) : Johnny Sloan
- 2003-2008 : Las Vegas : Mike Cannon (VF : Christophe Peyroux)
- 2007 : Lost : Les Disparus (Saison 3, épisode 22 et 23) : Dr. Rob Hamill
- 2007 : Studio 60 on the Sunset Strip (5 épisodes) : Captain Boyle
- 2008 : Monk (Saison 7, épisode 4) : Ray Regis (VF : Christophe Peyroux)
- 2009 : Lipstick Jungle : Les Reines de Manhattan (saison 2) : Griffin Bell
- 2011 : Mr. Sunshine : Alonzo Pope
- 2011 : La Loi selon Harry : Sr. Taylor (Saison 2, épisode 5)
- 2012-2014 : Men at Work : Gibbs
- 2014-2015 : Blue Bloods : Inspecteur Alex McBride (Saison 5 et 6)
- 2014 : Les Experts : Dr. Emmett (Saison 15, épisode 3)
- 2016 : Girlfriends' Guide to Divorce : Mike Brady
- 2018-2020 : Good Girls : Agent Turner
- 2020 : Schooled : Leslie (Saison 2, épisode 19)
- 2022-2023 : The Rookie: Feds : Carter Hope